# FK Tauras Tauragė
El FK Tauras fue un equipo de fútbol de Lituania que jugó en la Pirma lyga, el campeonato de fútbol más importante en el país.

## Historia
Fue fundado en 1942 en la ciudad de Taurage, y desde esa fecha el equipo ha cambiado de nombre varias veces:
- 1942 – Tauras
- 1947 – Žalgiris
- 1957 – Maistas
- 1959 – Maisto Sporto Klubas (MSK)
- 1962 – Tauras
- 1990 – Elektronas
- 1992 – Tauras-Karšuva
- 1995 – Tauras
- 2005 – Tauras ERRA
- 2008 – Tauras

## Palmarés
- Lithuanian SSR Championship: 1

1987

## Participación en competiciones de la UEFA

### UEFA Europa League
| Temporada | Ronda             | Club         | Casa      | Visita | Agregado |
| --------- | ----------------- | ------------ | --------- | ------ | -------- |
| 2010–11   | 1ª Clasificatoria | Llanelli     | 3–2 (aet) | 2–2    | 5–4      |
| 2010–11   | 2ª Clasificatoria | APOEL        | 0–3       | 1–3    | 1–6      |
| 2011–12   | 2ª Clasificatoria | ADO Den Haag | 2–3       | 0–2    | 2–5      |

## Entrenadores desde 1987
- Jonas Stažys (1987)
- Šenderis Giršovičius (1987–88)
- Edvardas Malkevičius (2009)
- Jurijus Popkovas (2009)
- Gediminas Jarmalavičius (2009–2011)
- Giovanni Scanu (2012–)